# インペルダウン
- ONE PIECE
  - ONE PIECEの用語一覧 > インペルダウン
  - ONE PIECEの登場人物一覧 > インペルダウン

インペルダウン（Impel Down）は、漫画『ONE PIECE』に登場する架空の監獄。

## 概要
世界政府が所有する世界一の海底大監獄。建物は「凪の帯（カームベルト）」の海中に造られている。獄内は迷路のように複雑な構造の上、至る所で監視用の電伝虫が目を光らせている。また、付近の海には巨大海王類が泳ぎ、海上は無数の大型軍艦によって常に警備されている。その警備体制の厳重さは「鉄壁」と称され、侵入も脱獄も不可能とされる。付近の海に「正義の門」があり、門が開いた時に生まれる政府専用のタライ海流に乗らなければ辿り着くことができない。インペルダウンの永久指針もある。マークはインペルダウンの頭文字のIとDを重ね、その一部分を切り出したデザイン。一般の海賊だけでなく、世界政府公認の王下七武海であろうと特例でもない限り近づくことすら許されない。また、インペルダウンの職員は一般市民に手を出すなどの恐怖政治的な行為や、悪事は基本的に働かない（シリュウを除く）。
内部は拷問室と死刑台が立ち並び、世界中で暴れ回っていた凶悪な犯罪者達でひしめき合っている。基本的に囚人達は牢に入れられ、能力者は海楼石の手錠や足枷をさせられる。囚人達は死ぬよりも辛い拷問に日夜苦しめられることとなる。
囚人達が閉じ込められるフロアは地下1階から地下6階まで存在し、順にLEVEL1からLEVEL6の呼び名でランク付けされている（LEVEL1が最も低ランク）。囚人達の危険度（犯した罪の重さや個人的な強さ、懸賞金の額など）によってどのフロア送りにされるか決定され、危険度が高い囚人ほど地下深くのフロアへと送られる。
その光景の悲惨さは正に「この世の地獄」と呼ばれるに相応しいものである。また、収監エリアに関わらず拷問の為に下層エリアへ連行されることもある模様。
22年前の金獅子のシキの脱獄を唯一の例外に、長年にわたり鉄壁を守り抜いていた。しかし、マリンフォード頂上戦争前後の混乱の最中、ルフィと黒ひげにより多数の囚人が脱獄を果たした。

## 獄内のフロア
地上1階 地獄のぬるま湯
インペルダウンに送られた囚人が最初に受ける、殺菌消毒を兼ねた拷問であり「洗礼」。着ている衣服を全て脱いだ後、温度100℃の煮え滾る熱湯の中に突き落とされる。
地下1階 「LEVEL1」“紅蓮地獄”
刃物の様に切れ味鋭い葉を持つ木「剣樹（けんじゅ）」と、踏めば針の様に突き刺さる草「針々草（はりばりそう）」で構成された森があるフロア。
囚人達は、獄卒達や足元に放たれた毒蜘蛛から森の中を逃げ回るうちに、葉に切られ針に刺さり、体中血まみれになり苦しむ。そのため、森全体が囚人達の血で真っ赤に染まっている。
地下2階 「LEVEL2」“猛獣地獄”
一般には存在しない凶暴な怪物達が放し飼いにされているフロア。囚人達はいつ怪物の餌にされるか分からない恐怖に苛まれる。
地下3階 「LEVEL3」“飢餓地獄”
水も食料も殆ど与えられない責め苦が与えられるフロア。かつて5000万ベリー以上の懸賞金をかけられていた犯罪者達が主に収監されている。
囚人達は下のフロアから立ち上る熱気で皮膚がカラカラに干乾び、筋肉は無くなりガリガリに痩せこけ、半死半生の状態にある。
地下4階 「LEVEL4」“焦熱地獄”
超巨大な鉄釜の中に全体が入っているフロア。煮えたぎる血の池と燃え盛る火の海があり、呼吸するだけで肺が熱くなる程の熱気で充満している。
看守室や調理場、署長室など職員用のスペースもこのフロアにあり、防熱壁に守られている。
地下5階 「LEVEL5」“極寒地獄”
雪と氷に覆われたフロア。懸賞金額1億ベリーの大台を超える犯罪者達が主に収監されている。
囚人達は防寒着も無いため、凍傷で指が落ちたり凍死してしまう者もいる。極寒の為、監視用の電伝虫も設置されていない。牢屋の外には凶暴な軍隊ウルフが放し飼いにされている。軍隊ウルフの巣がある牢獄内の林に、ニューカマーランドに繋がる秘密の抜け穴がある。
「LEVEL5.5番地」“ニューカマーランド”
「LEVEL5」と「LEVEL6」の中間に存在する、囚人たちの秘密の楽園。100年以上前に幽閉されていた穴掘りの能力者モーリーが獄内に空間を作り、エンポリオ・イワンコフがニューカマーランドを作り上げた。
インペルダウンの様々な場所に入り口が存在しており、看守たちはその存在に全く気付いていないため、囚人が突然消えることを「鬼の袖引き」と呼んでいる。
オカマ王イワンコフが仕切っている影響で、ここにたどり着いた迷える囚人は一人残らず性別を超えた新人類（ニューカマー）に変貌している。飲食物や衣類、新聞などの物資は、囚人達の私物の保管場所や看守室から盗んで調達しており、何も不自由は無い。さらに映像電伝虫もいるため、獄内の情報も得ている。
エース救出のためインペルダウンに侵入したルフィに住人総出で力を貸し、ルフィと共に脱獄した。2年後の新世界編では、ボン・クレーが新女王となっている。
地下6階「LEVEL6」“無限地獄”
その多くが過去に起こした事件が残虐の度を超えた者、政府に不都合な事件を起こした事により政府から存在をもみ消された終身囚・死刑囚が幽閉されるフロア。超大物や伝説級の危険人物が幽閉されているため、存在は秘匿されている。
このフロアではLEVEL1～5とは異なり、監獄が苛酷な環境下に置かれているわけでも、拷問が行われるわけでもなく、囚人達には「無限の退屈」が与えられる。
黒ひげによって囚人達が殺し合いをさせられ、生き残った者が脱走を図ったため、甚大な被害を被った。しかし、その事実は世界政府の命令で隠蔽された。

## 人物

### 署員
マゼラン
声 - 星野充昭
インペルダウン監獄署長→副署長。
「偉大なる航路」出身。45歳→47歳。誕生日は10月9日。身長491cm。てんびん座。血液型X型。好物は毒のスープ、フグの刺身（毒抜きなし）。
真っ黒なコートを着た巨漢で、悪魔のような角と翼を身につけている。自らの判断で囚人をその場で処刑できる絶大な署長権限を持つ。実力もそれにふさわしく絶大で、長年インペルダウンの鉄壁を、看守長シリュウと守り続けてきた。指揮能力も高く、看守たちからの信頼は厚いが、能力の恐ろしさ故同時に畏怖されてもいる。美人に弱い部分がある。22年前は副署長の座に就いており、金獅子のシキの脱走を当時の署長に報告した。
超人系悪魔の実「ドクドクの実」の能力者。全身から強力な毒を分泌できる「毒人間」。毒ガス化した息を吐いたり、分泌した毒液を自在に操ったりすることができ、生身で接触する者は立ち所に毒に侵してしまう。毒人間故に毒物が好物であるが、食べた毒を消化しきれなかったり、技の使いすぎにより頻繁に下痢を起こし、毎日約10時間トイレに籠っている。一方で睡眠はしっかり8時間は取るため、食事と休憩の時間を差し引けば、実際の勤務時間は1日当たり4時間程度しかない。
ポートガス・D・エースを奪還するために侵入したルフィの進撃に業を煮やし、焦熱フロアにて自らが戦場に降り立ちルフィと対峙する。ルフィを一度は死の淵に追いやり、その後に進入した黒ひげ海賊団全員をも一撃で倒した。ルフィを先に行かせるために立ちはだかったイワンコフやイナズマも圧倒し、脱獄を図るルフィ達に迫るも、Mr.3の能力で毒を一時的に防がれ、自分に変装したMr.2の画策などにより、ルフィを含む数百人の囚人たちの脱獄を許してしまった。さらに水面下でシリュウが裏切りを起こした事や、黒ひげがLEVEL6の囚人たちを解き放った事でインペルダウンを壊滅状態にさせられ、自身も瀕死の重体となった。これらの失態に関しては、自害をしかねないほど責任を感じていたという。
新世界編では、顔面に大傷を負っている。前述の失態の責任をとる為に署長の座をハンニャバルに譲り、自ら副署長に降格した。
技一覧
毒竜（ヒドラ）
麻痺性の神経毒を三つ首の竜の形にして操る。この毒に触れた者は全身に激痛が走り、やがて死に至る。
毒の道（ベノムロード）
遠方へ首を伸ばした「毒竜」の中へ潜り、通路や階段代わりとして移動する。
毒ガス弾（クロロボール）
毒を風船ガムのように膨らませて口から吹き出す。破裂すると、中に充満させた「催涙くしゃみガス」が拡散する。
毒フグ（どくフグ）
大きく息を吸ってフグのように体を膨らませ、口から毒の固まりを吹き出す。
毒・雲（ドク・グモ）
口から噴霧した毒を蜘蛛の形をした霧状にして操り、相手の視覚や聴覚などの感覚機能を蝕む。
毒の巨兵（ベノムデーモン）「地獄の審判（じごくのしんぱん）」
毒の巨人を作り出して操る。他の毒よりもはるかに強力な猛毒で触れた物すべてを汚染しながら浸透するため、「インペルダウンそのものを破壊しかねない」として、マゼラン自身が禁じ手としている。

ハンニャバル
声 - 後藤哲夫→菊池正美
インペルダウン副署長→監獄署長。
「南の海」出身。33歳→35歳。誕生日は8月28日。身長309cm。おとめ座。血液型S型。好物はトンカツ。
般若のような顔付きに餓鬼のように膨らんだ腹部をした男。古代エジプト風の兜やマゼランの様な翼を着用している。「します」を「スマッシュ」、「ます」を「マッシュ」と言う癖がある。マゼランを失脚させて自分が署長になる事を常に考えている野心家で、つい野心を口走ることがある。だがその実、海賊や犯罪者を断固「悪」「社会のゴミ」とみなし、市民が安全に眠れるよう体を張って脱獄囚を食い止めんとする強い正義感の持ち主でもある。そのためマゼランは、ハンニャバルの野心を知りつつも彼を自分の後継者として高く評価しており、同様に署員たちも非常時にはハンニャバルを頼っている。
武器は三叉槍。本気で戦う時のみ、柄の両側に刃のついた薙刀「血吸（けっすい）」を用いる。能力者ではないが、バギーとMr.3をまとめて倒す実力の持ち主。防寒服なしで極寒地獄を巡回したり、ルフィの「ギア2」の攻撃を体を張って耐えるなど、耐久力にも優れる。
22年前は看守を務めており、脱獄を図った金獅子のシキを最初に発見した。
ナミに変装したMr.2の色仕掛けに簡単にはまり、一時的に監禁された。LEVEL4で足止めのためにルフィと戦うが、突如現れた黒ひげの一撃によって倒された。
頂上戦争後の2年の間に、マゼランに代わり署長に就任した。
技一覧
焦熱地獄車（しょうねつじごくぐるま）
炎を纏った「血吸」での攻撃。
シリュウ
インペルダウン看守長。後に黒ひげ海賊団に入団。
ドミノ
声 - 進藤尚美
インペルダウン副看守長→看守長。
右目を長い髪で隠しサングラスをかけた女性看守。有能かつ厳格な性格。「偉大なる航路」出身。誕生日は10月30日。
頂上戦争後の2年の間に、看守長に昇格した。
サルデス
声 - 粗忽屋西神戸店
インペルダウン牢番長。ブルーゴリラ（ブルゴリ）指揮官。
「偉大なる航路」出身。16歳→18歳。誕生日は6月8日。身長218cm（新世界編）。ふたご座。血液型F型。好物はプルコギ。
とても小柄で、頭部には角が二本生えている。持っている三叉の槍は、ブルゴリを操る笛にもなる。
新世界編では、サディちゃんよりも背が高くなっている。
サディちゃん
声 - 小山裕香
インペルダウン獄卒長。獄卒獣の指揮官。
「偉大なる航路」出身。21歳→23歳。誕生日は3月5日。身長183cm。うお座。血液型S型。好物は囚人の悲鳴。
目元が前髪で隠れている、スタイルの良い女性。武器は鞭。他人が発する痛みや恐怖の悲鳴を聴くことが何よりも好きな、真正のサディスト。合間に「ん～～～～～～♡」と入れて喋るのが癖。他人には自分を「ちゃん」付けで呼ばせている。
LEVEL4で女体化したイワンコフと戦い、敗れる。その後も諦めず獄卒獣4人を上の階に送り込むが、あっさり返り討ちにされた。
新世界編では、新任副署長のマゼランに恋している。
技一覧
興奮の檄「赤魔鞭」（こうふんのげき あかまむち）
手に持つ鞭の一撃。石造りの橋を砕くほどの威力がある。
ムチャナー
声 - 高塚正也
インペルダウンの医療班に所属する男。ハンニャバルに扮したMr.2に、マゼランの毒への対処法がないことを説明した。
スコシバ・カニシトール
インペルダウンの看守。ハンニャバルに扮したMr.2が、LEVEL5へ向かう際に同行した。裸で極寒地獄を歩んでいくハンニャバルをおだてているが、内心では面白がっている。
先代署長
声 - 矢田耕司
22年前のインペルダウン署長。金獅子のシキが脱獄した際、当時の副署長マゼランからその報告を受けた。

#### 獄卒獣
LEVEL3以下の階層を徘徊している獄卒たち。全員が「覚醒」した動物系悪魔の実の能力者で、常人の3倍ほどの体躯を持つ。その代償として人格が取り込まれている。間の抜けた顔つきで鼻水を垂らしているが、スピード・パワー・タフネスを兼ね備え、血に飢えているため、囚人からは署長マゼランと同様に恐れられている。
ミノタウロス
声 - 粗忽屋東品川店
牛（ホルスタイン）の姿をした獄卒獣。性格は凶暴。武器は棘だらけの金棒。誕生日は3月4日。
ルフィ、バギー、Mr.2、Mr.3の4人によって撃退された。その後に復活するが、再びルフィに倒された。
ミノリノケロス
声 - 宮崎寛務
サイの姿をした獄卒獣。性格は内気。武器は2本の金棒。誕生日は3月1日。ジンベエに倒された。
ミノコアラ
声 - 平井啓二
コアラの姿をした獄卒獣。性格は武闘派。武器は棘付きのナックルダスター。常に笹を口にしている。誕生日は3月5日。ルフィに倒された。
ミノゼブラ
声 - 藤本たかひろ
シマウマの姿をした獄卒獣。性格は人見知り。武器はモーニングスター。誕生日は3月7日。クロコダイルに倒された。
ミノチワワ
チワワの姿をした獄卒獣。頂上戦争後の2年の間に配属された。性格は獰猛。武器は投げ縄。カンフー衣装を着ている。

#### 牢番
主にLEVEL1とLEVEL2を徘徊し、脱獄しようとする囚人を捕らえる怪物たち。
ブルーゴリラ
主にLEVEL1の牢番。通称ブルゴリ。「海の格闘家」とも呼ばれる。主な棲息地は「北の海」。体長約3m。好物は海王類の肉。
全員が大きな両刃の斧を所持している。食料調達の為に海に出て、海獣や海王類を仕留めることもある。水中への適応力の高さをサルデスに買われ、大量飼育されている。
バシリスク
LEVEL2の牢番。突然変異で生まれた、ニワトリが産んだ蛇。主な棲息地は「西の海」。体長約20m。好物は人間。
マンティコラ
声 - 粗忽屋東品川店、平井啓二
LEVEL2の牢番。人の顔を持つ人喰いライオン。主な棲息地は「南の海」。体長約3m。好物は人間の骨。
人の言葉を真似して喋ることができる。囚人たちの暇つぶしで変な言葉を色々と覚えさせられているが、意味を理解しているわけではない。
黒ひげが起こした騒動で逃げ出した一匹が、ビッグ・マムのコレクションになっている。
パズルサソリ
LEVEL2の牢番。複数連結することで、1匹の大ムカデのように見えるサソリ。有毒。主な棲息地は「南の海」。体長推定2m以上。好物は食べられれば何でも。
スフィンクス
声 - 粗忽屋雑司ヶ谷店
LEVEL2の牢番。LEVEL2の猛獣たちの主である巨大な「人面羽毛ライオン」。主な棲息地は新世界。体長約30m。好物は肉全般。
マンティコラ同様、囚人たちの暇つぶしで言葉を覚えさせられている（その語彙はほぼ麺類）。知能は高くない。基本は獰猛だが、温和な種も存在する。
白ひげの故郷の村には、村人に飼われている個体もいる。
軍隊ウルフ
LEVEL5の牢番。極寒地獄の厳しい気候にも耐える、タフなオオカミ。非常に凶暴な性格で、バシリスクやスフィンクスなども食べてしまうため、LEVEL2に入れられていない。
カバ（正式名称不明）
アニメオリジナル。LEVEL2の牢番。体は小さいが、口を大きく開け、獲物を丸呑みにする。足が非常に速い。
カマキリ（正式名称不明）
アニメオリジナル。LEVEL2の牢番。両手の鎌が武器。

### 囚人
LEVEL1
主な囚人はバギー。
ジャン・ゴエン
LEVEL1に収監されている囚人。「偉大なる航路」出身。誕生日は9月24日。
ルフィにエースの居場所を聞かれ、その無謀さを鼻で笑った。
LEVEL2
主な囚人はMr.3。
アン・ゼンガイーナ
LEVEL2に収監されている囚人。「偉大なる航路」出身。誕生日は1月31日。
ルフィがバシリスクを倒したことで脱獄のチャンスが訪れるも、スフィンクスの存在を思い出し、まだ檻の中の方が安全と判断し断念した。
LEVEL3
主な囚人はMr.2・ボン・クレー。
LEVEL4
主な囚人はMr.1。
LEVEL5
主な囚人はイワンコフ、イナズマ、ルフィ。
カイロ・クレヨ
LEVEL5に収監され、完全に凍りついてしまった囚人。生死は不明。
キノコ
声 - 田中一成
LEVEL5の中央塔牢獄内に収監されている囚人。名だたる犯罪者達から、この牢獄のボスとして認められるほどの実力者。
LEVEL5.5
フランソワ
ニューカマーランドにいる囚人。右肩に竜の刺青がある。
ツノッコフ
ニューカマーランドにいる囚人。シカの毛皮を被っている。武器は二丁拳銃。
ウサッコフ
声 - 松原大典
ニューカマーランドにいる囚人。ウサギの毛皮を被っている。アニメでの名前は「ラビッツ」。
プリンス・ベレット
LEVEL6
主な囚人はシキ、エース、ジンベエ、クロコダイル、シリュウ、ウルフ、ショット、デボン、ピサロ、ドフラミンゴ、レッドフィールド（ゲームオリジナル）、ワールド（アニメオリジナル）、バレット（映画オリジナル）。
ドビー・イバドンボ
LEVEL6に収監されている囚人。刺青と大きな頬の傷、スキンヘッドに巨大ピアスが特徴の男。
ドーハ・イッタンカII世
LEVEL6に収監されている巨体の囚人。白ひげと因縁があり、復讐のチャンスを狙っていた。
階層不明
パンクータ・ダケヤン
新米囚人。「偉大なる航路」出身。誕生日は6月29日。
牢獄のボスへ挨拶せずパンを食べたため制裁を受ける。その際騒ぎを起こした罰として、獄卒獣に別の檻に連行された。
ミス・オリーブ
声 - 塩山由佳
アニメオリジナルキャラクター。赤紫色のナポレオン帽に緑色の長髪、青色のショートパンツ、白い羽飾りがついたピンク色の上着を身につけた女海賊。懸賞金5000万ベリー。
20年前（2年前時点）、身体検査の際にハンニャバルを誘惑して制服を奪い脱走を図ったが、一部始終を見ていたマゼランに捕らえられた。この事件はハンニャバルが考えを改める切っ掛けになった。